# Боццолан, Андреа
Андреа Боццолан (англ. Andrea Bozzolan; род. 23 февраля 2004, Дезио, Ломбардия) — итальянский футболист, защитник клуба «Перуджа».

## Клубная карьера
Боццолан — воспитанник клуба «Милан». В 2023 году он был включён в заявку основной команды на сезон. Летом того же года Боццолан на правах аренды перешёл в «Перуджу». 1 сентября в матче против «Луккезе» он дебютировал в итальянской Серии C.

## Международная карьера
В 2023 году Боццолан в составе юношеской сборной Италии выиграл молодёжный чемпионат Европы на Мальте. На турнире он был запасным и на поле не вышел.

## Достижения
Сборная Италии
- Чемпион юношеского чемпионата Европы (до 19): 2023